# Valea, Mureș
Valea (în maghiară Jobbágyfalva) este un sat în comuna Vărgata din județul Mureș, Transilvania, România.

## Localizare
Satul se află la 18 km est de Târgu Mureș și la 3 km nord de Miercurea Nirajului, pe malul drept al râului Niraj.

## Istoric
Pe Harta Iosefină a Transilvaniei din 1769-1773 (Sectio 144), localitatea a apărut sub numele de „Jobbágyfalva”.